# Raül Garrigasait i Colomés
Raül Garrigasait i Colomés   (Solsona, 15 de desembre de 1979) és un filòleg clàssic, escriptor, traductor i editor català. Des de 2007 és editor de la Col·lecció de Clàssics Grecs i Llatins de la Fundació Bernat Metge i des de 2018 president de La Casa dels Clàssics. El 20 de gener de 2015 va ser guardonat amb el cinquè Premi Cum Laude, que convoca l'Institut d'Estudis Món Juïc amb el suport de la Generalitat de Catalunya i la col·laboració de la Xarxa Vives d'Universitats, per la tesi L'hàbit de la dificultat. Wilhelm von Humboldt i Carles Riba davant l'Agamèmnon d'Èsquil. El 2017 va guanyar el Premi Llibreter de narrativa i el 2018 el Premi Òmnium a la millor Novel·la en llengua catalana, ambdós premis per Els estranys.

## Obra

### Assaig
- 2012: El gos cosmopolita i dos espècimens més (Acontravent),[5] edició ampliada el 2021 (Edicions 1984)
- 2018: El fugitiu que no se'n va. Santiago Rusiñol i la modernitat (Edicions 1984)[6]
- 2020: La ira (Fragmenta)
- 2020: Els fundadors: una història d'ambició, clàssics i poder (Ara Llibres)
- 2020: País barroc (L'Avenç)
- 2022: Aire lliure / Fresh Air (CCCB)
- 2025: La roca i l'aire (Fragmenta)

### Novel·la
- 2017: Els estranys (Edicions 1984)
- 2023: Profecia (Edicions 1984)[7]

### Poesia
- 2005: La tendra mà de cada arrel (Viena Edicions)[8]

### Traduccions
Garrigasait ha traduït, entre d'altres, L'assassina (Aléxandros Papadiamandis), Vida de consum i Temps líquids (Zygmunt Bauman), El leviatan i altres narracions (Joseph Roth) o les Cartes de Plató.